# Spitalgasse (Bern)

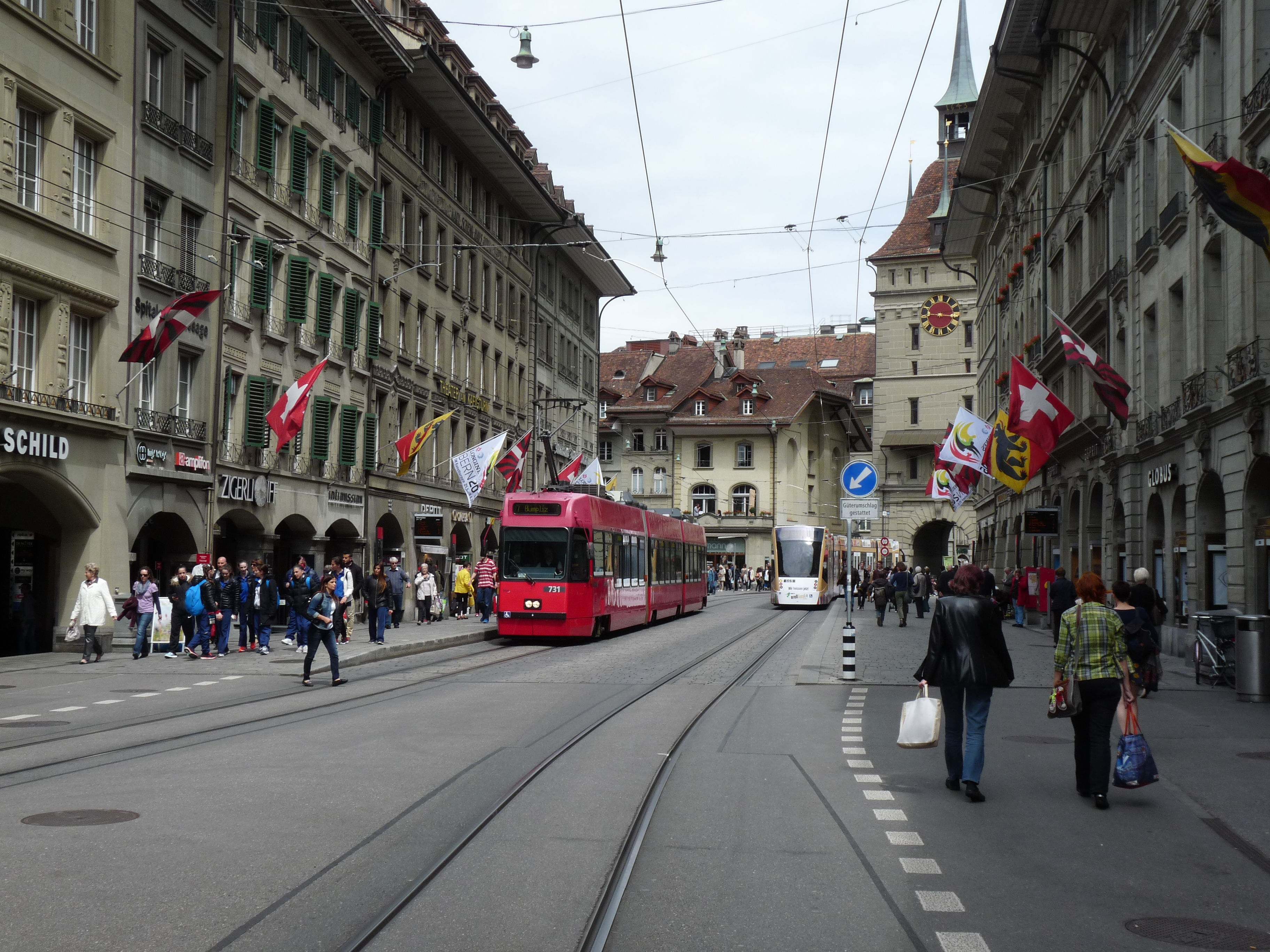
Spitalgasse beim Käfigturm (2016)

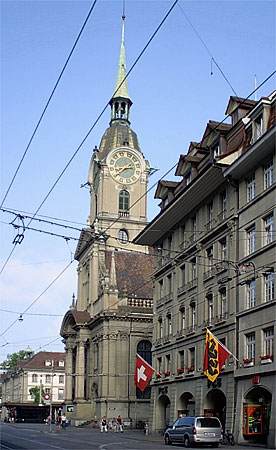
Blick von der Spitalgasse auf die Heiliggeistkirche

Die Spitalgasse ist eine zentral in der Stadt Bern (Schweiz) gelegene Strasse. Sie verbindet den Bahnhof Bern (im Westen, bei der Heiliggeistkirche) mit dem Bärenplatz/Waisenhausplatz (im Osten, beim Käfigturm).

## Lage
Die Spitalgasse mündet im Südwesten auf den Bubenbergplatz, im Nordwesten aufs Bollwerk, im Norden in die Von-Werdt-Passage und in die Spitalgasspassage, im Nordosten in die Karl-Schenk-Passage und auf den Waisenhausplatz, im Osten in die Marktgasse, im Südosten auf den Bärenplatz und im Süden ins Storchengässchen.

## Geschichte
Beim Bau der 4. Stadtbefestigung, 1342, wurde die alte, ein wenig nach Süden abbiegende Strasse nach Bümpliz Teil der Hauptachse der Stadt. Sie führte am kurz vor 1228 gegründeten Heiliggeistspital vorbei und hiess deshalb schon 1344 nüwe statt zem heiligen Geist und vor 1359 erstmals Spitalgasse. Der 1344 bis 1346 erbaute Christoffelturm schloss mit der Stadtmauer die Stadt nach Westen ab. Er wurde 1865 abgebrochen und ebenfalls die überflüssig gewordenen Bollwerke. So entstand Platz, und Bern verlor das letzte Stadttor. Bis 1909 stand am oberen Ende der Spitalgasse ein gar stattliches, altes Haus dicht neben der Heiliggeistkirche, schreibt Rudolf von Tavel in seinen Kindheitserinnerungen, es bildete die Ecke zwischen der Spitalgasse und dem äusseren Bollwerk, das längst keines mehr war. Es war sein Elternhaus, und die Familie von Tavel bewohnte die oberen Stockwerke. Im Erdgeschoss betrieb ein Herr Edler ein Uhrmachergeschäft, daneben der biedere Meister Schilt einen Coiffeurladen und im Anbau der Vater Binder eine Confiserie, erzählt Tavel weiter.
Heute befindet sich dort das PKZ-Haus, und der Hinterhof wird durch die Schweizerhof-Passage erschlossen.
Im 18. Jahrhundert hiess die platzartige Erweiterung der Spitalgasse vor der Heiliggeistkirche Plätzli beim Tor. Von zentraler Bedeutung für die neuere Geschichte der Spitalgasse ist die Warenhauskette Loeb. Sie geht auf ein Modegeschäft an der Spitalgasse 32 zurück, das am 9. September 1881 eröffnet und 1899 in das heutige Gebäude an der Spitalgasse 47/49 überführt wurde. Der sogenannte Loebegge beim Eingang dieses Gebäudes ist der beliebteste Treffpunkt der Stadt Bern.
Nach einem Gesamtumbau der Liegenschaft an Spitalgasse 3 wurde dort 1956 die erste ABM-Filiale eröffnet.
In der Spitalgasse steht seit 1638 der Pfeiferbrunnen. Ein weiterer Figurenbrunnen, der Davidbrunnen (oder Oberspitalbrunnen) wurde 1846 durch eine neugotische Anlage ohne Brunnenfigur ersetzt. Diese wurde später nach Bümpliz versetzt (vgl. Davidbrunnen).
Die Spitalgasse ist wie auch die anderen Hauptgassen Fussgängerzone, wird aber durch mehrere Tram- und Buslinien zunehmend belastet.

Bevölkerung und Trams in der Spitalgasse während des Ersten Weltkriegs
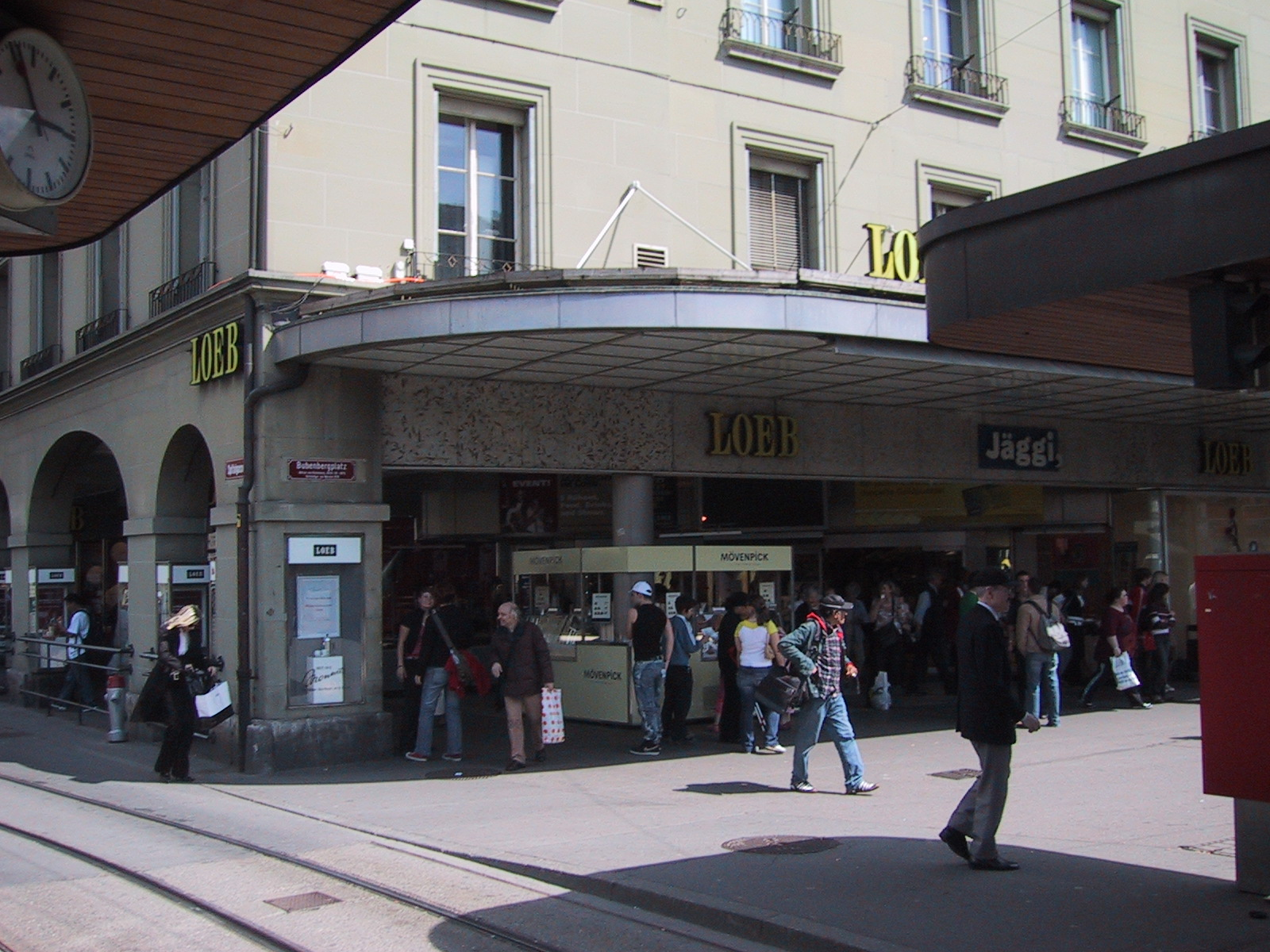
Loebegge
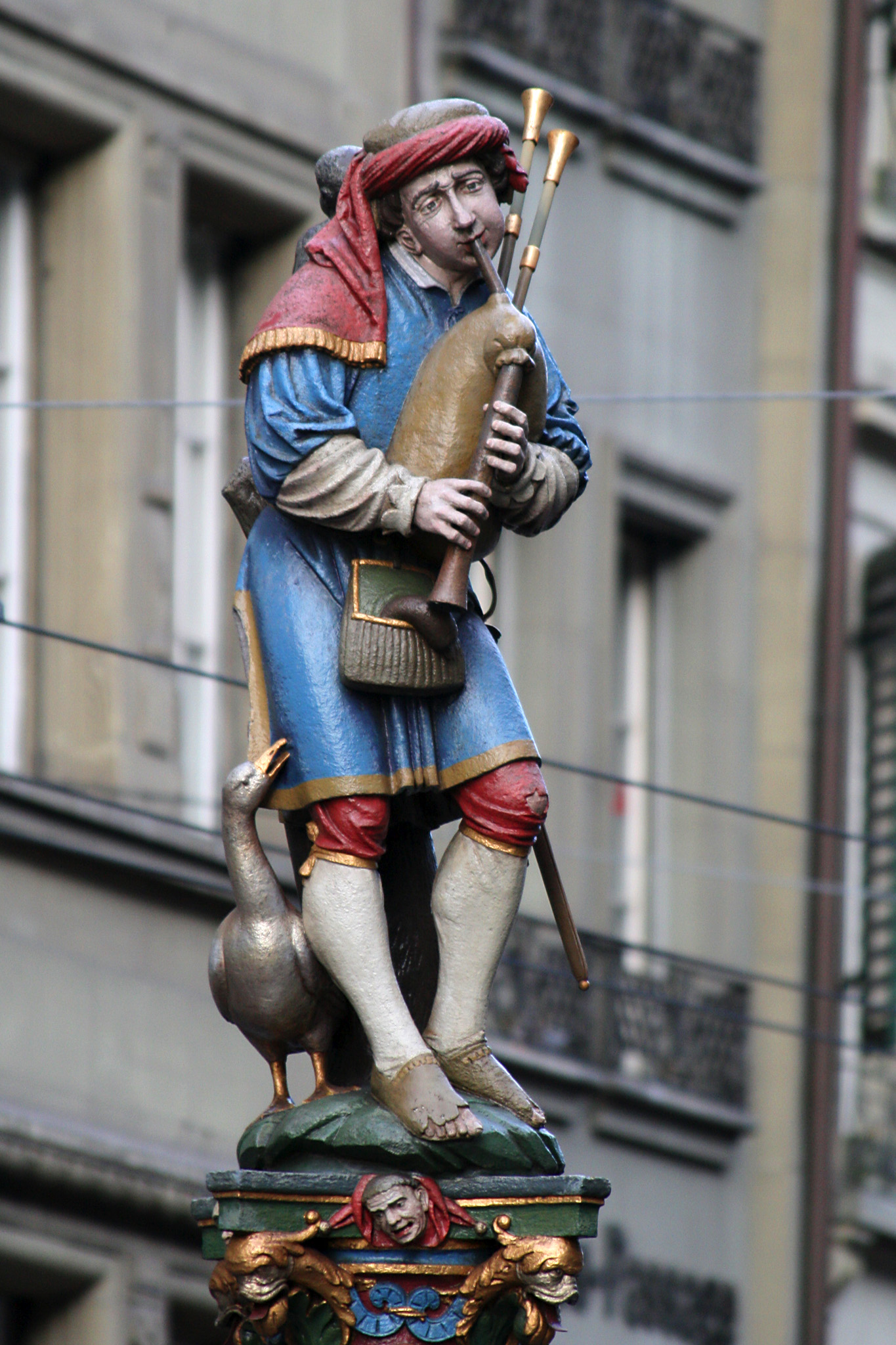
Figur des Pfeiferbrunnens